# 예블레 염소

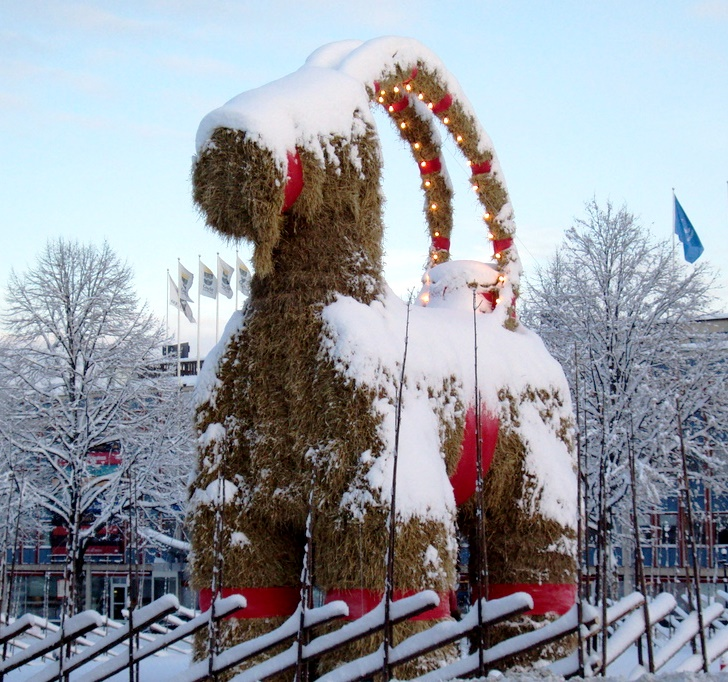

예블레 염소(스웨덴어: Gävlebocken, 발음은 [ˈjɛ̌ːvlɛbɔkːɛn])는 스웨덴 예블레 중부의 슬롯스토리겟(성 광장)에 매년 세워지는 전통적인 크리스마스 장식이다. 이 장식은 짚으로 만든 전통적인 스웨덴 율 염소 인형의 거대한 버전이다. 매년 지역 사회 단체에서 대림절이 시작될 때 이틀 동안 세운다.
예블레 염소는 반복적인 방화 공격의 대상이 되었으며, 보안 조치와 인근 소방서에도 불구하고 염소는 1966년 처음 등장한 이후로 거의 매년 불에 타 버렸다. 2025년 1월 현재, 59마리의 염소 중 42마리가 어떤 식으로든 파괴되거나 손상되었다. 염소를 태우거나 파괴하는 것은 불법이며, 스웨덴 항소 법원은 이 범죄는 일반적으로 3개월의 징역형을 선고받아야 한다고 밝혔다.
1986년부터 예블레에는 두 마리의 율 염소가 건설되었다. 예블레 염소는 남부 상인이 건설했고, 율 염소는 바사 학교의 자연과학 클럽이 건설했다.

## 같이 보기
- 위커맨